# جاكافان كايبروم
جاكافان كايبروم (بالتايلندية: จักรพันธ์ แก้วพรม)‏ (24 مايو 1988 بمحافظة بوريرام في تايلاند - ) هو لاعب كرة قدم تايلندي في مركز الوسط. شارك مع منتخب تايلاند لكرة القدم. أما مع النوادي، فقد لعب مع نادي بوريرام يونايتد ونادي بوليس تيرو ونادي موانغتونغ يونايتد.

## وصلات خارجية
- جاكافان كايبروم على موقع قاعدة بيانات كرة القدم.إي يو (الإنجليزية)
- جاكافان كايبروم على موقع ناشيونال فوتبول تيمز (الإنجليزية)
- جاكافان كايبروم على موقع Soccerway.com (الإنجليزية)
- جاكافان كايبروم على موقع عالم كرة القدم.نت (الإنجليزية)